# 701
L'any 701 (DCCI) era un any comú que va començava en dissabte del calendari julià, l'any 701 de les designacions Era Comú (CE) i Anno Domini (AD), l'any 701 del Mil·lenni I aC, el primer any del segle VIII, i el segon any de la dècada del 700. La denominació 701 d'aquest any s'ha utilitzat des de l'Edat mitjana primerenca, quan l'era del calendari Anno Domini es va convertir en el mètode prevalent a Europa per nomenar els anys.

## Esdeveniments
- 30 d'octubre: Comença el pontificat de Papa Joan VI, que durarà fins a l'11 de gener de 705.[1]

## Naixements
- 19 de maig, Chengdu, província de Sichuan (Xina): Li Bai, Li Po o Li Tai Po(en xinès: 李白, en pinyin: Lǐ Bái o Lǐ Bó) (701 – 762) poeta xinès.[2] Va formar part del grup dels "8 immortals de la copa de vi", un grup de poetes amants de la disbauxa. Va viure durant la dinastia Tang, edat d'or de la cultura xinesa i se'l considera un dels millors poetes xinesos (m. 762)

## Necrològiques
- 8 de setembre - Vaticà: Sant Sergi I, papa de Roma.[3]

## Referenciés
1. ↑  Mann, Horace K. «Pope John VI». A: Catholic Encyclopedia (en anglès). vol. 8.  Nova York: The Encyclopedia Press, 1913.
2. ↑  Beckwith, 127
3. ↑  «CATHOLIC ENCYCLOPEDIA: Pope St. Sergius I». [Consulta: 18 novembre 2024].